# سیراف
سیراف که سیراب، شیلاب، شیلا و در بعضی نوشته‌ها صیراف نیز نوشته شده‌است، شهری باستانی واقع در بخش سیراف شهرستان کنگان در استان بوشهر یکی از آثار تاریخی و از نقاط دیدنی استان بوشهر در جنوب ایران است.
سیراف یکی از قدیمی‌ترین بنادر ایران است که زمانی در دوران ساسانی دارای رونق فراوانی بوده‌است. شهر باستانی «سیراف» دارای معماری خاصی می‌باشد که بسیار شبیه به روستای ماسوله در شمال کشور می‌باشد. شبیه بودن آن به ماسوله از این جهت است که سیراف در یک نوار طولی با عرض بسیار کم قرار گرفته‌است که یک سمت آن دریا و سوی دیگر آن کوه می‌باشد و هر چند منازل آن بافت تاریخی ماسوله را ندارد ولی از این جهت که ساختمان‌ها به‌صورت پلکانی به سمت کوهستان سوق پیدا نموده‌اند لذا مناطقی مانند ماسوله و کندوان را برای بازدید کننده‌ها تداعی می‌کنند با این تفاوت که سیراف بسیار تاریخی تر و دارای قدمتی به درازای خلیج فارس می‌باشد. بندری که در آن زمان بیش از سیصد هزار نفر جمعیت داشته و به دلیل آزادمنشی دینی در این بندر بین‌المللی پیروان مذاهب گوناگونی همچون زرتشتیان، مسیحیان، مانویان، یهودیان، بوداییان و اقوامی همچون رومیان، یونانیان و چینی‌ها در این بندر زندگی می‌کرده‌اند. گورستان‌های بازمانده از پیروان دین‌های گوناگون در این شهر باستانی نشانگر آزادی دینی این بندر ایرانی است.
سیراف پررونق‌ ترین بندر کشور بود که روابط تجاری زیادی با روم و یونان در اروپا و ماداگاسکار در آفریقا تا کانتون چین در آسیا در دوره‌های ساسانی و اسلامی داشت. سفال‌های بازمانده با نقش‌های گوناگون، پارچه‌ها و زیورآلات، معماری‌های گچی و اتاق‌های آذین شده به آثار هنری و ساختمان‌های دو سه طبقه بخشی از میراث بجا مانده از آن تمدن است. اما زمین لرزه مرگبار هفت روزه سال سیصد و شصت و هفت هجری قمری مدفون شدن کامل این بندر را در پی داشت. از این روست که سیراف پمپئی ایران نامیده شده‌است.
گردشگری سیراف:بندر سیراف بواسطه واقع شدن در بین دو منطقه انرژی پارس جنوبی و منطقه انرژی کنگان دارای ویژگی خاصی است آثار باستانی و همچنین دریای زیبای سیراف به دلیل نزدیکی به مکان هایی چون بندر زیبای کنگان شهر جم و فاصله حدود ۳۵۰ کیلومتری تا شیراز و استان فارس جاذب گردشگران بسیاری شده‌است.در واقع بندر سیراف حد وسط عسلویه و کنگان واقع شده است.
خانواده دانشور کاتب آل نصور از طایفه آل نصور بحرینی‌های مقیم ایران در بندر سیراف شهرستان پارسیان و کنگان در استان بوشهر هستند شیخ نصوری بزرگ این خاندان نصوری بود که بنای یاد بود وی هم‌اکنون نیز در بندر طاهری امروزی (سیراف) می‌باشد.

## بازمانده‌های تاریخی سیراف

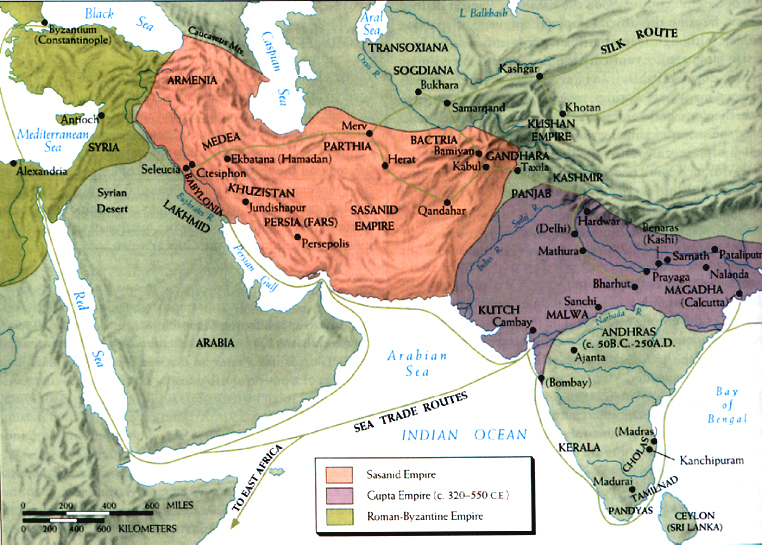
Sea routes during the Sassanid

بازمانده‌های این شهر باستانی در نزدیکی بندر سیراف کنونی دیده می‌شود.
سیراف زمانی از بندرهای اصلی ایران و خاورمیانه و محل پهلو گیری کشتی‌های بزرگ بود. بازرگانان سیرافی به دوردست‌های آسیا و آفریقا سفر دریایی می‌کردند. آنچه از سیراف بازمانده، حفره‌های سنگی کنده شده بر شیب تپه‌های سنگی است که گویا بعد از اسلام به‌عنوان قبر نیز استفاده شده‌اند. همین‌طور سنگ چین‌ها، چاه‌ها، سنگ‌فرش‌ها و غارهایی شبیه آتشگاه در دل کوه‌ها بجا مانده‌است.
غلامرضا معصومی، محمد حسین سمسار، رضا طاهری و سید قاسم یاحسینی تاریخ‌نگارانی بوده‌اند که به صورتی مبسوط سیراف را در حوزه‌های باستان‌شناسی و بناهای تاریخی، وضعیت اجتماعی، موقعیت جغرافیای تاریخی و اجتماعی و مشاهیر آن شرح داده‌اند. در کتاب سکه‌های سیراف مرتضی قاسم بگلو ناگفته‌های بسیاری از تاریخ این شهر بیان و نکات مهمی از ارتباطات تجاری بین‌المللی آن آشکار گردیده‌است.

### دخمه‌های باستانی سیراف

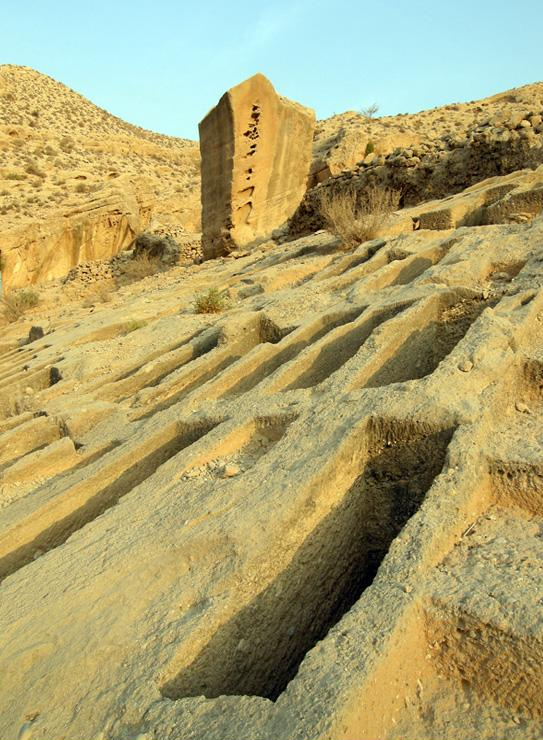
گور دخمه‌های سیراف (همچنین در برخی جاها (آبگیر)) در این تصویر نشان داده شده که مردمان این شهر باستانی حدود ۱۴۰۰ الی ۱۶۰۰ سال پیش چقدر این کوه‌ها را کنده‌اند. (آن ستون درون عکس ارتفاع عادی کوه را نشان می‌دهد)

دخمه‌های باستانی در ارتفاعات مشرف بر دامنه کوه‌های شمالی سیراف قرار دارند، محققان از آن به عنوان حوضچه‌های نگهداری و استعمال آب باران یا به عنوان قبور سنگی یاد می‌کنند.

#### حوضچه‌های آب باران
آنچه که امروزه در ارتفاعات مشرف بر دامنه کوه‌های شمالی سیراف می‌بینیم، و اندیشمندان و محققان از آن به عنوان قبور سنگی یاد می‌کنند، در ابتدا به منظور ایجاد قبر و مدفن مردگان خلق نشده‌اند بلکه حوضچه‌های استحصال آب باران بوده‌اند که بر روی کوه‌های مشرف به دریا و شهر برای استفاده از آب باران و نیز تزریق به درون زمین و پیوستن به سطح سفره‌های آب زیرزمینی جهت تقویت آبخوان های آن منطقه و به منظور برداشت در پایین دست از طریق چاه‌های حفره شده در طبقات سنگی بوده‌اند.
به منظور تأمین آب شرب از طریق باران، که تنهاترین، مهم‌ترین و مؤثرترین روش در استحصال آب باران به‌شمار می‌آید جمع‌آوری مستقیم آب بر روی سطوح نازله می‌باشد. به منظور بهره‌وری از آب‌های نازله و جلوگیری از هدر رفتن آن‌ها و نیز تغذیه سفره‌های آب زیرزمینی چاه‌های مذکور پیشینیان سیراف به این نتیجه می‌رسند که هر آنچه آب نازله را بر سطح کوه مذکور در بالادست چاه‌های حفر شده، استحصال و ذخیره نمایند و بدین طریق به آب‌های جمع‌آوری شده فرصت بیشتری جهت نفوذ به درون زمین دهند. در حال حاضر از نواحی نزدیک به خط الرأس کوه با ایجاد مخازن با مقطع چهارگوش به ابعاد متفاوت حوضچه‌هایی را در سرتاسر یال جنوبی کوه تعبیه نموده‌اند که قادر به جمع‌آوری مجموعه آب‌های نازله بر سطح اراضی مذکور باشد. چاه‌های حفر شده درون طبقات سنگی نیز درست در پایین دست هر مجموعه مخازن ذخیره آب تعبیه شده به‌طوری‌که با نفوذ آب و رسیدن به سطح ایستابی منطقه بلافاصله سطح آب چاه‌های مذکور را مورد تأثیر قرار می‌دهد.
ابعاد حوضچه‌ها عموماً به صورت مقطع مستطیلی (چهارگوش) بوده و طول این مخازن در جهت شیب واقع است. برخی از این حوضچه‌ها دارای سرریز بوده به‌طوری‌که پس از پرشدن آن، آب مستقیماً درون حوضچه پایین دست هدایت می‌شده‌است.
همچنین در بخش انتهایی برخی از این مجموعه حوضچه‌های دامنه‌ای، سرریز آخرین حوضچه به یک کانال دست‌ساز (که می‌توانسته مسیر طبیعی جریان آب باشد) ختم می‌شود که احتمالاً از این کانال آب به عنوان سرریز نهایی یا حقابه پایین دست یا شاید آبیاری مزارع به مکان‌های مورد نظر هدایت می‌شده‌است.
لزوم استفاده بهینه از آب‌های نازله جهت تقویت سفره‌های آب زیرزمینی به حدی بوده‌است که حتی در دامنه پایین کوه نیز امکان حفر گودال وجود داشته و شاهد حضور حوضچه‌هایی با جهت عمود یا مایل نسبت به دیگر حوضچه‌ها هستیم. کوچکی ابعاد این گودالها به حدی است که به تنها چیزی که نمی‌توان آنان را نسبت داد، قبر می‌باشد.

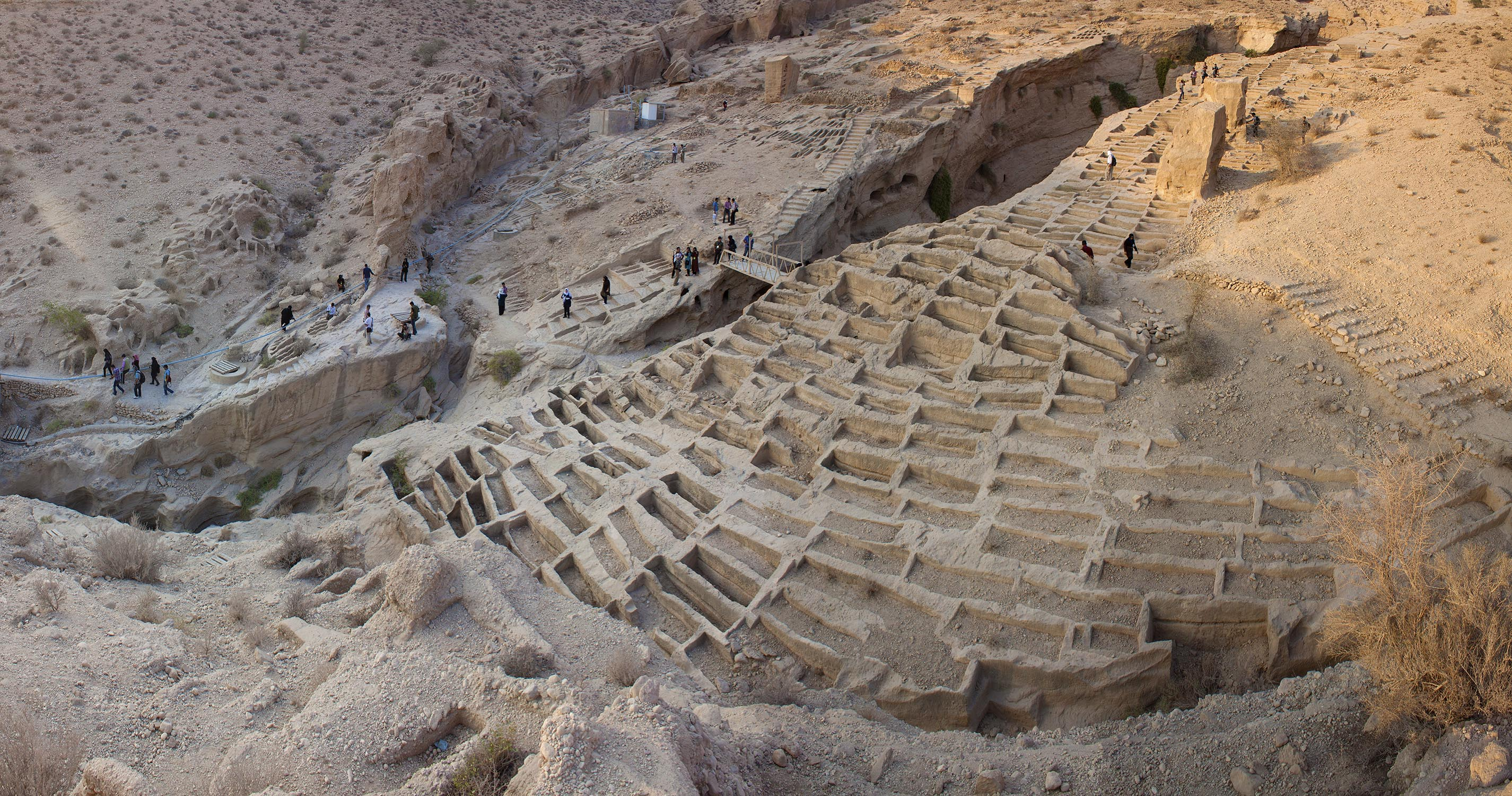
سراسرنمای منطقهٔ باستانی سیراف

#### قبرهای سنگی

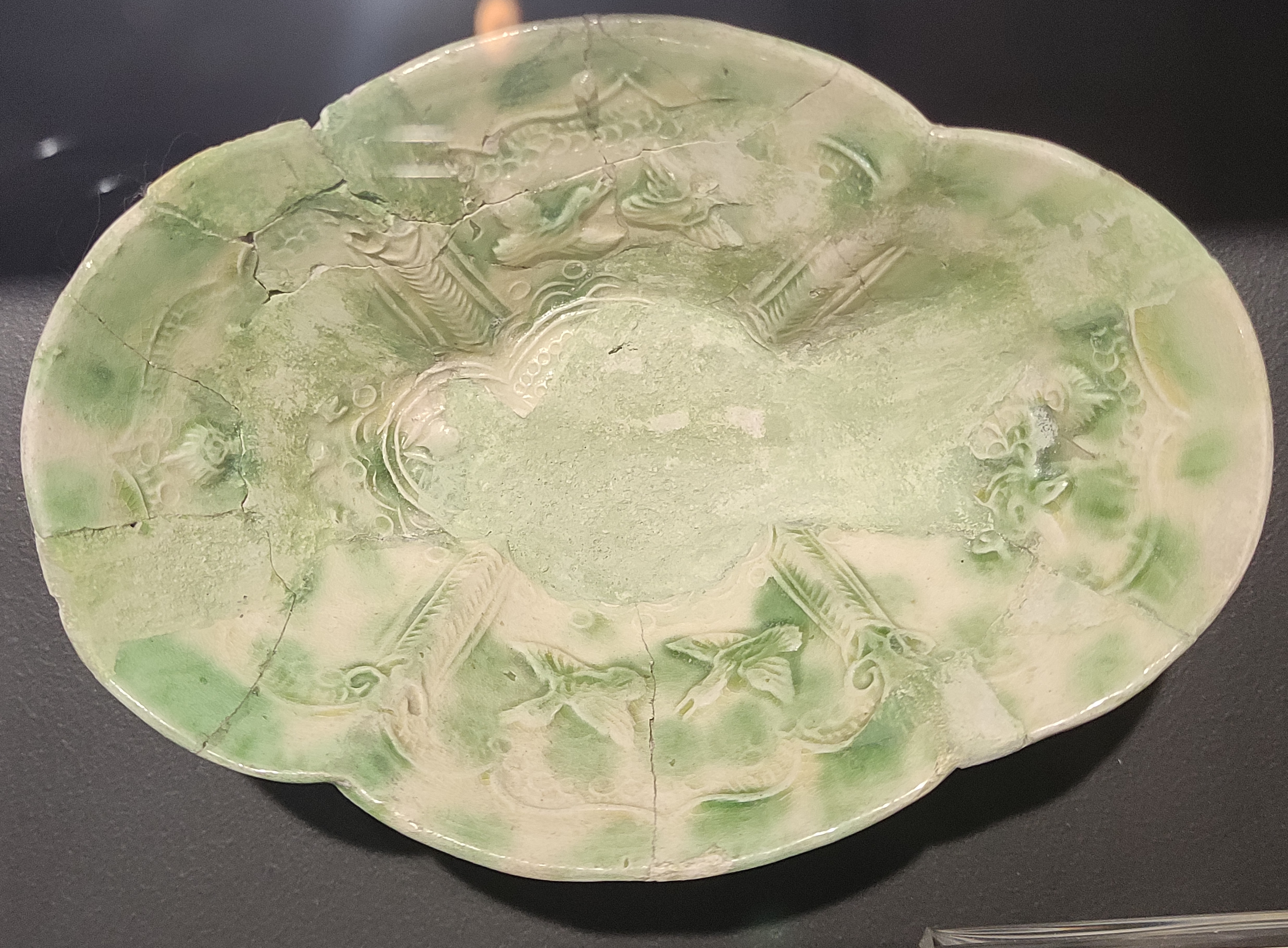
پیاله سفالی لعاب پاشیده با نقش قالب زده مربوط به سده ۴ هجری قمری کشف شده در سیراف. این پیاله در موزه ملی ایران به شماره ۲۲۹۹۴ نگه داری می‌شود.

به احتمال زیاد می‌توان گفت که گودال‌های حفر شده بر پهنهٔ کوهستان سیراف در ابتدا به منظور جمع‌آوری و استحصال آب ایجاد شده‌اند و آنچه که بعدها توسط افرادی (احتمالاً متنفذ و متمول و نیز شاید توسط عموم و به دلیل رخداد حوادث غیر مترقبه همچون زلزله یا بیماری طاعون و نیاز به دفن سریع مردگان) مورد استفاده به عنوان گورهای فردی یا خانوادگی شده در روزگارانی زیاد پس از احداث اولیه اینان صورت گرفته‌است. پیدا شدن استخوان و آثار مردگان درون برخی از این حوضچه‌ها نه تنها منکر سیستم استحصال و ذخیره آب نمی‌باشد بلکه با دقت بر گورهای یافته شده و وجود لایه‌ای از قشر نفوذ ناپذیر ساروج درون حوضچه‌های استفاده شده به عنوان قبر، به نکاتی موید روش تأمین آب در شهر باستانی سیراف پی برده می‌شود. دربارهٔ این گورستان‌ها دیدگاه‌های مختلفی وجود دارد. رضا طاهری در کتاب از مروارید تا نفت در ذکر گورستان سنگی سیراف می‌نویسد: «شاید بهتر است از سیراف خارج شویم و به روستای تیس در چابهار نگاهی کنیم، گورستان‌های دقیقاً به همین شکل و ساختمان، گورستانِ جن که بلوچ‌ها به آن «جن سنط» می‌گویند و قدمت آن را حداقل بیش از دو هزار سال می‌دانند.» و به باور این پژوهشگر تاریخ این گورستان مرتبط با آب و پرستشگاه آناهیتا ایزدبانوی آب می‌باشد «این یادگاری‌های به جا مانده بر تپه‌های بلند و دامنهٔ کوه‌ها می‌تواند در دور زمانی کهن تر جایگاهی از پرستشگاه یک ایزدبانو باشد؛ که پس از آن در دوران هخامنشیان و اشکانیان و ساسانی‌ها تبدیل به آتشکده و در دوران اسلامی بدل به گورستان شده‌است.»

#### مسجد امام حسن
بهترین بنای عمومی سیراف مسجد جامع آن است که بر ویرانه‌های یک دژ ساسانی بنا گردیده‌است که می‌بایستی این مسجد پس از سال ۱۸۸ هـ. ق بر پا شده باشد. این تاریخ را کشف سکه‌هایی با تاریخ ضرب همین سال تاًیید می‌کند. مسجد نخستین صحنی مربع و در سه سو دارای رواق‌هایی با ستون‌های مدور بوده، کشف پایه یک تک مناره این مسجد را در رده یکی از کهن‌ترین مساجد دارای مناره در سرزمین‌های اسلامی قرار می‌دهد. در بنای این مسجد پس از زلزله دگرگونی‌هایی پدید آمد و شرحی می‌دهد مربوط به مرحله بعدی مسجد باید باشد. بندر دست کم دو مسجد دیگر نیز داشته‌است. مسجد بزرگ از سه سو به بازار محصور بوده و تاریخ بنای هردو را هم‌زمان می‌دانند (سمسار۱۱٬۱۳۸۰). کلیه مسجدهای سیراف بر اساس دو نمونه اصلی طرح شده‌اند. تحول و گسترش بعدی نمونه‌های مختلف مسجد نیز بر همین نمونه‌های اولیه متکی است.
الف) مسجد تک حجره‌ای با فضای واحد مرکزی این‌گونه مسجد به صورت متصل به یکی از خانه‌ها یا در کنار مجتمعی در بازار ساخته شده‌است.
ب) مسجد جمعه از گردهمایی حجره‌های ساده دورادور حیاط مرکزی به وجود آمده و به شکل چهارگوش است
فضاهای حاصل از این‌گونه گردهمایی عبارتند از حجره‌هایی باز و با اندازه‌های تقریباً مساوی که با آهنگی واحد در چهارسوی حیاط تکرار شده‌اند. ورودی‌های مسجد وضعیت خاصی را نسبت به محورها یا سمت‌های اصلی نشان نمی‌دهند. شکل کلی مسجد و حیاط مرکزی آن مربع است. مسجد سیراف ساده‌ترین نمونه مسجد جمعه است از محورهای اصلی و فرعی و چهار ایوان جانبی در آن اثری نیست و به همین دلیل نیز گرچه حیاط مرکزی در میان حجره‌ها قرار گرفته‌است آن خاصیت مرکزیت موجود در نمونه‌های تکامل یافته مسجد جمعه را ندارد. عنصرهای تفکیک‌کننده و سمت دهنده در آن محدود به محراب و منبر و منار است (فقیه، ۵ ،۱۳۷۸)

#### عمارت شیخ جبار نصوری
این قلعه که متعلق به خاندان نصوری است بر روی تپه‌ای بلند و مشرف به دریا بنا شده‌است و دارای دو حیاط اندرونی و بیرونی ویک شاه‌نشین می‌باشد؛ که توسط شیخ جبار دوم پدر بزرگ شیخ ناصر نصوری در اوایل دوره قاجاریه ساخته شده‌است. این بنا قدمت ۲۰۰ ساله دارد که گچ‌بری‌های آن موید این گفته می‌باشد. همچنین هجده تابلو بسیار زیبا از مجالس شاهنامه فردوسی در ایوان غربی قلعه نقش بسته‌است. تاریخ احداث قلعه نصوری به سال ۱۲۲۴ ه‍.ق می‌باشد. (شهرداری بندر طاهری، ۱۳۸۷)

## سیراف درشاهنامه فردوسی[۴]
در شاهنامه فردوسی از بندر سیراف یاد شده‌است، که مطابق با شاهنامه وَسْتای یزدان‌پرست پهلوان دوره هرمزد پسر انوشیروان از این شهر به یاری خسروپرویز می‌شتابد.
زمانی که خسروپرویز از دست هرمزد پسر انوشیروان فرار می‌کند گروهی از بزرگان به یاری خسرو پرویز می‌شتابند و او را شاه ایران می‌خوانند. که وستا از شهر سیراف از این جمله بود.
| ز سیراف وستای یزدان‌پرست   |  | ز عمان چو خَنْجَست چون پیل مست     |
| ز کرمان چو بیورد گردِ سوار |  | ز شیراز چون سامِ اسپندیار        |
| یکایک به خسرو نهادند روی  |  | سپاه و سپهبد همه شاه‌جوی         |
| همی‌گفت هرکس که ای پور شاه |  | تو را زیبد این تاج و تخت و کلاه |